# سوکو شیمابوکو
سوکو شیمابوکو (به انگلیسی: Soko Shimabuku؛ ۵ اکتبر ۱۹۲۶ – ۹ دسامبر ۲۰۲۲) سیاستمدار اهل ژاپن بود. وی که عضو حزب تودهٔ اجتماعی اوکیناوا بود، از سال ۱۹۹۲ تا ۲۰۰۴، در مجلس شوراهای ژاپن خدمت کرد.

## درگذشت
شیمابوکو در ۹ دسامبر ۲۰۲۲، در سن ۹۶ سالگی درگذشت.